# Wolf (chanson)
Pour les articles homonymes, voir Wolf.
Singles de EXO
Mama
(2012) Growl
(2013)
Wolf (coréen : 늑대와 미녀 ; chinois : 狼与美女) est un single du boys band sud-coréano-chinois EXO, sorti le 30 mai 2013 en coréen et en mandarin, comme chanson phare de leur premier album studio XOXO. C'est la première chanson du groupe à être enregistrée avec les 12 membres.

## Sortie et promotion

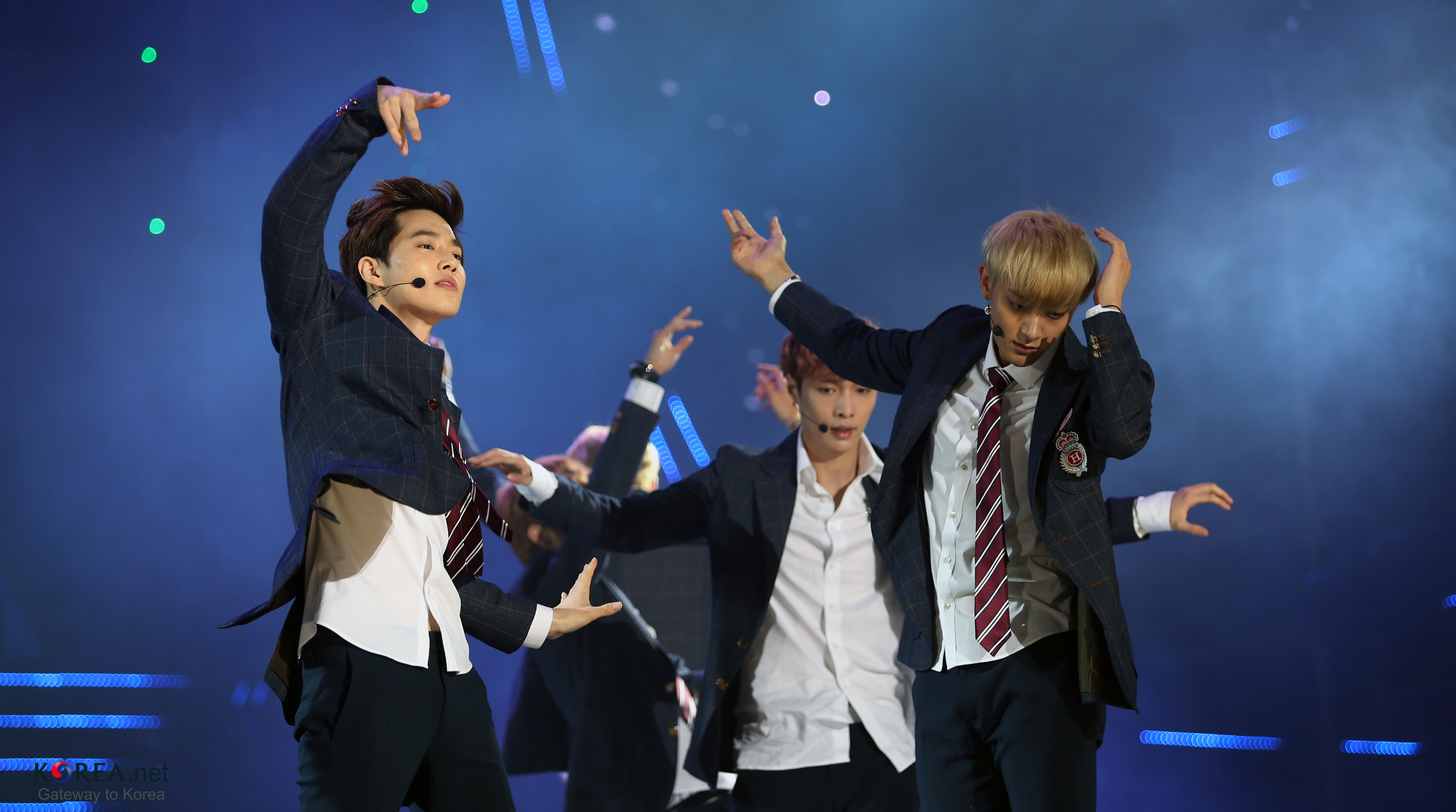
EXO interprétant "늑대와 미녀 (Wolf)" à l'occasion du K-Pop World Festival à Changwon en novembre 2013.

"Wolf" a été composé par Will Simms, Nermin Harambasic de Dsign Music et l'auteure-compositrice Kenzie de SM Entertainment. Celle-ci a aussi écrit les paroles pour la version coréenne de la chanson tandis que Zhou Weijie s'est occupé d'écrire celles de la version mandarin. Yoo Young-jin a apporté les chants en arrière-fond. La chanson a été produite par Will Simms et Kenzie, et est décrite comme une chanson hip-hop inspirée de dubstep qui raconte une histoire d'amour tragique entre un loup-garou et une beauté.
Dans plusieurs émissions telles que After School Club sur Arirang, les membres ont expliqué que la danse est composée de trois éléments : les arbres, la forêt, les grottes et le loup lui-même. Kris, l'ancien leader d'EXO-M, a révélé qu'ils ont mis entre trois et quatre mois à connaître par cœur la chorégraphie, du fait de sa difficulté. 
Une version démo de la chanson a fuité en février 2013, en réponse à cet incident le producteur Ryan Jhun a plus tard donné un avertissement à ceux qui l'ont mise en ligne illégalement le 29 mai 2013, "Je rapporterai au FBI et au département de service pour tous les liens.".

## Clip-vidéo
Les clips-vidéos coréens et chinois de "Wolf" ont été mises en ligne le 30 mai 2013. Ils mettent exclusivement en avant la chorégraphie puissante de la chanson. 
Le 11 juillet 2017, « 늑대와 미녀 (Wolf) » devient le cinquième clip musical à atteindre les 100 millions de vues après « 중독 (Overdose) », « 으르렁 (Growl) », « Call Me Baby » et « Monster ».

## Interprétation en tournée
La chanson a été interprétée lors de leur première tournée : « THE LOST PLANET », de la tournée « EXO'luXion » dans une version alternative, ainsi que lors de l' «EXO'rDIUM » sous une version remixée.

## Accueil
"Wolf" a pris la dixième place sur le Gaon Digital Chart en Corée du Sud, ainsi que la 25e et quatrième place sur le Korea K-Pop Hot 100 et le  Billboard World Digital Songs respectivement,. 
Cette chanson a valu à EXO sa première victoire dans l'émission musicale Music Bank. La chanson a remporté la première place 4 fois au total.

## Classements

### Classements hebdomadaires
| Classements                        | Meilleure position |
| ---------------------------------- | ------------------ |
| South Korea (Gaon)                 | 10                 |
| Korea K-Pop Hot 100 (Billboard)    | 25                 |
| US World Digital Songs (Billboard) | 4                  |

### Classement mensuel
| Classement                  | Meilleure position |
| --------------------------- | ------------------ |
| South Korean singles (Gaon) | 30                 |

## Ventes
| Pays               | Ventes  |
| ------------------ | ------- |
| South Korea (Gaon) | 534 603 |

### Programmes de classements musicaux
| Programme                 | Date         |
| ------------------------- | ------------ |
| Music Bank (KBS)          | 14 juin 2013 |
| Show! Music Core (MBC)    | 15 juin 2013 |
| Inkigayo (SBS)            | 16 juin 2013 |
| Show Champion (MBC Music) | 19 juin 2013 |